# Haruko Wakita

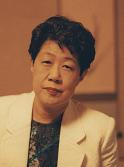
Haruko Wakita

Haruko Wakita (japanisch 脇田 晴子, Wakita Haruo; geboren 9. März 1934 in Nishinomiya (Präfektur Hyōgo); gestorben 27. September 2016) war eine japanische Historikerin.

## Leben und Wirken
Haruko Wakita, Tochter des Haiku-Dichters Asano Keizō (麻野 恵三), machte 1956 ihren Studienabschluss im Fach Literaturwissenschaft an der Universität Kōbe. Sie setzte dann ihre Studien an der Universität Kyōto fort, wo sie 1963 ihren Doktor-Titel erwarb. Sie wechselte zur Tachibana-Universität (京都橘大学) in Kyōto und wurde dort 1967 Assistenzprofessorin, 1981 Professorin. 1984 wechselt sie zur „Pädagogischen Hochschule Naruto“ (鳴門教育大学), 1990 zur „Osaka University of Foreign Studies“ (大阪外国語大学), 1995 zur Universität Shiga (滋賀県立大学), die sie beim Ausscheiden als „Meiyo Kyōju“ ehrte. Ab 2004 war sie Gastforscher an der „Josai International University“ (城西国際大学). 2007 wurde sie Direktorin des „Historischen Museums der Präfektur Ishikawa“ (石川県立歴史博物館). Sie war verheiratet mit dem Historiker Osamu Wakita (脇田 修; 1931–2018). Der Wirtschaftswissenschaftler Shigeru Wakita (脇田 成; * 1961) ist ihr Sohn.
Wakitas Spezialgebiet war mittelalterliche Handelsgeschichte und Geschichte der Stadtentwicklung. Sie beschäftigte sich auch mit der Geschichte der Frauen in Japan und gewann mit dem Buch „Fragen zur Mutterschaft“ (母性を問う; Bosei o tou) den zum ersten Mal vergebenen „Aoyama-Nao-Preis für Geschichte der Frauen“ (女性史青山なを賞, Joseishi Aoyama Nao shō).
Zu ihren Publikationen gehören „Studium der Entwicklung des japanischen Handels im Mittelalter“ (日本中世商業発達史の研究, Nihon chūsei shōgyō hattatsu-shi no kenjosei-shi no kenkyū), „Theorie der japanischen Stadtentwicklung im Mittelalter“ (日本中世都市論, Nihon chūsei toshi-ron), „Studium der Geschichte der Frauen im Mittelalter“ (日本中世女性史の研究, Nihon chūsei josei no kenkyū).
1995 wurde Wakita als Person mit besonderen kulturellen Verdiensten geehrt und 2010 mit dem Kulturorden ausgezeichnet.